# Jules de La Morandière
Pour les articles homonymes, voir Morandière.
Jules Édouard Potier Delamorandière, puis Potier de La Morandière en 1865, connu sous le nom de Jules de La Morandière, né le 12 mai 1813 à Blois et mort le 16 août 1905 aux Vistres à Chambon-sur-Cisse, est un architecte français.

## Biographie
D'abord avocat, La Morandière entre à l'école des Beaux-Arts en 1843 et devient l'élève de Félix Duban. À partir du 4 octobre 1845, il est nommé architecte de la ville de Blois.
De 1846 à 1870, Félix Duban est son inspecteur sur le chantier de restauration du château de Blois,. Il est attaché à la commission des monuments historiques.
En 1848, une polémique l'oppose à Didron : il avait fait paraître une brochure intitulée : L'archéologie a fait son temps. Le rédacteur des Annales archéologiques écrit alors : « Pour ne pas être désagréable à M. de La Morandière, je voudrais chanter comme lui la mort de l'archéologie chrétienne : par malheur… en cette année 1863, elle est plus active qu'à ses débuts et plus vivante encore qu'en 1840 ».
En 1851, Prosper Mérimée critique les travaux de la restauration du château de Chaumont-sur-Loire qui ne sont pas respectueux du bâtiment, dont le grand escalier, la galerie de l'aile Sud et l'extrémité de l'aile Ouest.
Le 30 janvier 1854, La Morandière est nommé architecte des édifices diocésains de Blois, il occupe cette fonction jusqu'en août 1879. Durant cette période, il élabore les plans pour la chapelle du grand séminaire.
En 1856, il reçoit la médaille de première classe pour dévouement dans les inondations de 1856. Il est secrétaire du comité local pour l'exposition universelle de 1855 à Paris, membre de la Société des sciences et lettres de Blois et membre de la Société archéologique de l'Orléanais.
De 1870 à 1878, il est architecte du département de Loir-et-Cher, au château de Blois, où il prend la direction des travaux.
À l'exception de sa correspondance, les archives de La Morandière ont disparu lors de l'invasion allemande de 1870.
Il est inhumé au cimetière de Blois-ville à Blois.

## Distinctions
- Chevalier de l'ordre de Saint-Grégoire-le-Grand (le 24 juillet 1859)[10] ;
- Chevalier de la Légion d'honneur (décret du 14 août 1863)[11].

## Réalisations et rénovations
(Sauf mentions opposées, les travaux sont effectués dans la ville de Blois).
Sans que la liste soit exhaustive, Jules de La Morandière a effectué les réalisations ou rénovations des bâtiments suivants :
- Au début du XIXe siècle : Le château de Saint-Bonnet à Sérigny (Vienne)[T 1].

- 1843 :
  - Le viaduc ferroviaire de Beaugency (Loiret)[T 2] ;
  - Le château de Saint-Gervais-la-Forêt (Loir-et-Cher), élaboration des plans et réalisation[réf. souhaitée]

- 1845 :
  - À l'église Saint-Nicolas, réalisation de bâtiments autour d'une cour ouverte sur la Loire et reliés au grand corps de logis avec Pierre-Alexandre Pinault[T 3] ;
  - Au château de Blois, commencement du chantier de la restauration avec Félix Duban[5].

- 1847 : À l'église Saint-Vincent-de-Paul, importante rénovation sur l'ensemble de l'édifice[T 4] ;
- 1849 : La halle aux grains de Blois (à la suite du concours de 1846).

- 1850 :
  - Le château de Troussay à Cheverny (Loir-et-Cher), restauration durant 23 années[T 5] ;
  - L'église Saint-Denis à Selles-Saint-Denis (Loir-et-Cher)[T 6].

- 1851 : Au château de Chaumont-sur-Loire[4], réalisation de deux tourelles en surplomb à l'extrémité de l'aile Ouest[7] ;
- 1852 : Le viaduc ferroviaire de Besnault à Noyant-de-Touraine (Indre-et-Loire)[T 7] ;
- 1854 : L'église de Monteaux (Loir-et-Cher)[T 8],[T 9],[T 10] ;
- 1855 : L'église Saint-Bienheuré de Candé-sur-Beuvron (Loir-et-Cher)[T 11] ;
- 1856 : Abbaye Saint-Lomer (ancienne) ou ancien Hôtel-Dieu, quai de l'Abbé-Grégoire, élévation d'une grille fermant le jardin[T 12] ;
- 1858 : L'église Sainte-Anne de Lamotte-Beuvron (Loir-et-Cher)[T 13] ;
- 1862 : La chapelle Sainte-Radegonde de Busloup (Loir-et-Cher)[T 14] ;
- 1867 : À la cathédrale Saint-Louis de Blois, réalisation d'un déambulatoire à trois chapelles[T 15],[T 16] ;
- 1869 : L'hôtel-Dieu, situé au croisement de la place Louis XII et de la rue du Bourg-Moyen, réalisation d'une façade moderne[T 17] ;
- 1873 : Église Saint-Amand à Saint-Amand-Longpré (Loir-et-Cher), édifice remanié[T 18] ;
- 1878 : Le haras ou « dépôt d'étalons »[T 19] en tant qu'architecte du ministère de l'agriculture et du commerce.

- s.d. :
  - L'église Sainte-Eugénie de Rilly-sur-Loire (Loir-et-Cher) ;
  - L'église de Cellettes (Loir-et-Cher) ;
  - L'église de Bourré (Loir-et-Cher) ;
  - L'église de la Chapelle-Enchérie (Loir-et-Cher) ;
  - L'abbaye de la Trinité de Vendôme (Loir-et-Cher), restauration[4] ;
  - Les Vistres à Chambon-sur-Cisse (Loir-et-Cher), rénovation pour une utilisation personnelle.

## Publications
- [1857] L'archéologie a fait son temps : considérations sur l'architecture de notre époque, Blois, impr. Jannin, 1857, 56 p., in-8o (OCLC 739104338).
- [1866] Mémoires et compte-rendu des travaux de la Société des ingénieurs civils : Note sur les ressorts en rondelles d'acier du système « Belleville »  (Note de M. Desmousseaux de Givré sur la difficulté de l'établissement d'une théorie), Paris, A.-H. Becus / Eugène Lacroix éditeur, 1866, 668 p., in-8o (BNF 30975478, présentation en ligne, lire en ligne), p. 629.
- [1866] Mémoire sur l'exploitation et le matériel des chemins anglais en 1865, Paris, librairie Eugène Lacroix, coll. « Société des ingénieurs civils », 1866, 90 p., 25 cm (OCLC 458165171, SUDOC 125315694, lire en ligne).
- [1867] Jules de La Morandière et Michel Chevalier (dir.), Exposition universelle de 1867, Rapports du jury international : Signaux optiques et acoustiques. Modèles, plans et dessins de gares, de stations, de remises et de dépendances de l'exploitation des chemins de fer, Paris, P. Dupont, 1867, 16 p., in-8o (BNF 30975472, présentation en ligne).
- [1874] Jules de La Morandière et Alexandre-Louis Deghilage (1841-1901) (ill. L. Mertens [lithographe]), Les locomotives à l'Exposition de Vienne en 1873 : Précédé d'une note sommaire sur l'exploitation des chemins de fer allemands et autrichiens au point de vue de l'emploi des divers types de locomotives, vol. 2, Paris, Imp. de J. Broise et L. Courtier / Conservatoire national des arts et métiers (Cnam) (réimpr. 2020) (1re éd. 1874), 67-86 p., 36 cm (OCLC 494475981, BNF 30975473, SUDOC 123490871, présentation en ligne, lire en ligne).
- [1876] Note sur la construction et l'exploitation de divers chemins de fer secondaires, Paris, Eugène Lacroix, coll. « Mémoires de la Société des ingénieurs civils », 1876, 56 p., in-8o (BNF 30975475, lire en ligne).
- [1881] Note sur le frein Westinghouse appliqué à la compagnie de chemins de fer de l'Ouest : extrait du compte-rendu de la séance du 1er juillet 1881 de la société des ingénieurs civils, Paris, E. Capiomont et V. Renault, 1881, 37 p., 25 cm (OCLC 690598519, BNF 30975476, SUDOC 142881643, présentation en ligne).
- [2009] Félix Duban (1797-1870), Jules de La Morandière et Françoise Boudon (éditeur scientifique), La première restauration du Château de Blois : lettres de Félix Duban à Jules de La Morandière de 1843 à 1870, t. 39 (échange épistolaire), Paris / Saint-Haon-le-Vieux (Loire), Société de l'histoire de l'art français / Librairie Le Puits aux livres, coll. « Archives de l'art français », 2009, 435 p., 27 cm (ISBN 2-9534-8650-X et 978-29534-8650-6, OCLC 466662114, BNF 42424512, SUDOC 138880506, présentation en ligne) - [compte-rendu][12].

## Sources et références
Sources
- Jean-Michel Leniaud, « La Morandière Jules, Édouard Pottier de », Répertoire des architectes diocésains du XIXe siècle, éd. École nationale des chartes, Paris, 2003, (Éditions en ligne de l'École des chartes, no 4).
- Jean-Michel Leniaud, Les Cathédrales au XIXe siècle, Economica, Paris, 1993.
- Bruno Guignard, Blois de A à Z, éditions Alan Sutton, 2007.

Références
1. ↑  « Cultes. Personnel du service des édifices diocésains et du service du contrôle des édifices diocésains (1840-1927) », Archives nationales (consulté le 26 juillet 2022)
2. ↑  « Fonds de l’architecte Jules de La Morandière », Archives départementales de Loir-et-Cher (consulté le 26 juillet 2022)
3. ↑  « Dictionnaire biographique des préfets : Rectification du patronyme Delamorandière en de la Morandière par jugement du 23 août 1865 du tribunal civil de Blois », sur Archives nationales (consulté le 26 juillet 2022).
4. 1 2 3 4 5 6 7  « Base biographique : Jules Potier de La Morandière », sur ministère français de la Culture, 29 novembre 2013 (consulté le 29 juillet 2022).
5. 1 2  Château de Blois sur Structurae, consulté le 29 juillet 2022.
6. ↑  Annales archéologiques, tome XXIII, 1863, p. 171.
7. 1 2  Château de Chaumont-sur-Loire sur Structurae, consulté le 29 juillet 2022.
8. ↑  « Cultes. Personnel du service et contrôle des édifices diocésains (1840-1927) », sur Archives nationales (consulté le 26 juillet 2022).
9. ↑  Alain Vildart, « Voyage entre les tombes au cimetière de Blois », sur La Nouvelle République, 2 novembre 2014 (consulté le 26 juillet 2022).
10. ↑  Marie-Laure Crosnier Leconte, « Jules Potier de la Morandière », sur Institut national d'histoire de l'art (consulté le 25 juillet 2022).
11. ↑  « Jules Édouard Potier de la Morandière », base Léonore, ministère français de la Culture (consulté le 25 juillet 2022).
12. ↑  Alice Thomine-Berrada, « compte-rendu », Bulletin Monumental, Paris, s.n., t. 169, no 2,‎ 2011, p. 181-182 (ISSN 2275-5039, lire en ligne, consulté le 25 juillet 2022).

Références des réalisations et rénovations
1. ↑  « Découverte du château de Saint-Bonnet », sur La Nouvelle République du Centre-Ouest, 16 août 2021 (consulté le 28 juillet 2022).
2. ↑  « Le viaduc de Beaugency », notice no IA45000148, sur la plateforme ouverte du patrimoine, base Mérimée, ministère français de la Culture.
3. ↑  Église Saint-Nicolas-Saint-Lomer de Blois sur Structurae, consulté le 29 juillet 2022.
4. ↑  Église Saint-Vincent-de-Paul de Blois sur Structurae, consulté le 29 juillet 2022.
5. ↑  « Château de Troussay », notice no PA41000021, sur la plateforme ouverte du patrimoine, base Mérimée, ministère français de la Culture.
6. ↑  Yvon Houzier, « L’église Saint-Denis : un patrimoine à découvrir », sur La Nouvelle République du Centre-Ouest, 2 juillet 2022 (consulté le 28 juillet 2022).
7. ↑  « Viaduc ferroviaire de Besnault », sur Structurae, 7 novembre 2005 (consulté le 28 juillet 2022).
8. ↑  Jean-Louis Boissonneau, « Elle a failli ruiner les Monthéobaldiens ! », sur La Nouvelle République du Centre-Ouest, 18 août 2015 (consulté le 28 juillet 2022).
9. ↑  Dr Frédéric Lesueur et Jean Martin-Demézil (dir.), Les églises du Loir-et-Cher, Paris, Éditions A. et J. Picard, 1969, 516 p., 21,5 × 27,5 cm (OCLC 436976950, SUDOC 011186321, présentation en ligne).
10. ↑  Michel Duchein, « Compte rendu : Les églises de Loir-et-Cher », La Gazette des archives, Paris, Association des archivistes français, no 68,‎ 1970, p. 74 (ISSN 0016-5522, lire en ligne, consulté le 28 juillet 2022).
11. ↑  Philippe Deshayes, « Candé-sur-Beuvron : Église Saint-Bienheuré », sur Cercle de Recherches Généalogiques du Perche-Gouët, 19 juillet 2011 (consulté le 29 juillet 2022).
12. ↑  « Unités protégées de Loir-et-Cher : Liste sommaire des UP immeuble » [PDF], sur DRAC Centre, 3 décembre 2015 (consulté le 29 juillet 2022), p. 2 / 23.
13. ↑  « Église paroissiale Sainte-Anne », notice no IA00012274, sur la plateforme ouverte du patrimoine, base Mérimée, ministère français de la Culture.
14. ↑  « Sainte Radegonde traverse les siècles », sur La Nouvelle République du Centre-Ouest, 22 mai 2016 (consulté le 28 juillet 2022).
15. ↑  « Découverte de la cathédrale Saint-Louis », sur La Nouvelle République du Centre-Ouest, 25 avril 2012 (consulté le 28 juillet 2022).
16. ↑  Cathédrale Saint-Louis de Blois sur Structurae, consulté le 29 juillet 2022.
17. ↑  « Restes des bâtiments de l'ancien Hôtel-Dieu », notice no PA00098354, sur la plateforme ouverte du patrimoine, base Mérimée, ministère français de la Culture.
18. ↑  « Journées européennes du patrimoine : Église Saint-Amand à Saint-Amand-Longpré » [PDF], sur Communauté d'agglomération Territoires Vendômois, 13 septembre 2019 (consulté le 29 juillet 2022), p. 4 / 10.
19. ↑  Anne Richoux, « Revoir le haras de Blois… encore une fois », sur La Nouvelle République du Centre-Ouest, 16 septembre 2017 (consulté le 28 juillet 2022).

### Fonds d'archives
- Fonds : Cultes. Personnel du service et du contrôle des édifices diocésains [1840-1927] (mars 1854-août 1879).  Cote : F/19/7231, dossier 26. Archives nationales (présentation en ligne).
- Fonds de l’architecte Jules de La Morandière : dossiers de travaux (1785-1882).  Cote : F 405-432 et F 811-812. Archives départementales de Loir-et-Cher (présentation en ligne).